# Championnat d'Espagne masculin de handball 2016-2017
Navigation
Liga ASOBAL 2015-2016 Liga ASOBAL 2017-2018
Le Championnat d'Espagne masculin de handball 2016-2017 est la soixante sixième édition de cette compétition.
Le FC Barcelone a remporté son 24e titre, le 4e consécutif avec 100 % de victoires.

## Participants
| Club                       | Rang en 2015-2016            | Localisation    | Salle                                        | Capacité |
| -------------------------- | ---------------------------- | --------------- | -------------------------------------------- | -------- |
| FC Barcelone               | 1er                          | Barcelone       | Palau Blaugrana                              | 8 250    |
| Naturhouse La Rioja        | 2e                           | Logroño         | Palais des sports de La Rioja                | 3 851    |
| CB Ademar León             | 3e                           | León            | Palais des sports de León                    | 6 000    |
| BM Granollers              | 4e                           | Granollers      | Palais des sports de Granollers              | 5 685    |
| CB Cangas                  | 5e                           | Cangas          | Municipal O Gatañal                          | 3 000    |
| CB Villa de Aranda         | 6e                           | Aranda de Duero | Pabellón Príncipe de Asturias                | 3 000    |
| SCDR Anaitasuna            | 7e                           | Pampelune       | Pavillon Anaitasuna                          | 2 500    |
| CB Benidorm                | 8e                           | Benidorm        | Polideportivo Manuel Camba                   | 3500     |
| CB Puerto Sagunto          | 9e                           | Sagonte         | Pabellón Municipal de Internúcleos           | 2 500    |
| BM Huesca                  | 10e                          | Huesca          | Palacio Municipal de Huesca                  | 5 500    |
| Balonmano Ciudad Encantada | 11e                          | Cuenca          | Municipal El Sargal                          | 1 900    |
| AD Ciudad de Guadalajara   | 12e                          | Guadalajara     | Multiusos de Guadalajara                     | 5 894    |
| Balonmano Sinfín           | 13e                          | Santander       | Pabellón de La Albericia                     | 4 000    |
| CB Puente Genil            | 14e                          | Puente Genil    | Polideportivo Municipal Alcalde Miguel Salas | 600      |
| CD Atlético Valladolid     | 1er (D2)                     | Valladolid      | Polideportivo Huerta del Rey                 | 3502     |
| CD Bidasoa                 | Vainqueur des Play-off de D2 | Irun            | Artaleku                                     | 2200     |

| \| FC Barcelone Naturhouse La Rioja CB Ademar León BM Granollers SCDR Anaitasuna BM Huesca CB Puerto Sagunto BM Ciudad Encantada CB Villa de Aranda AD Ciudad de Guadalajara CB Cangas Atlético Valladolid BM Sinfín CD Bidasoa CB Benidorm CB Puente Genil \| Localisation des clubs engagés dans le championnat 2016-2017 |
| FC Barcelone Naturhouse La Rioja CB Ademar León BM Granollers SCDR Anaitasuna BM Huesca CB Puerto Sagunto BM Ciudad Encantada CB Villa de Aranda AD Ciudad de Guadalajara CB Cangas Atlético Valladolid BM Sinfín CD Bidasoa CB Benidorm CB Puente Genil                                                                    |

## Classement
|    | Équipe                     | Pts | J  | G  | N | P  | Bp  | Bc  | Diff |
| -- | -------------------------- | --- | -- | -- | - | -- | --- | --- | ---- |
| 1  | FC Barcelone (T, S, A, R)  | 60  | 30 | 30 | 0 | 0  | 998 | 740 | 258  |
| 2  | CB Ademar León             | 51  | 30 | 25 | 1 | 4  | 866 | 748 | 118  |
| 3  | Naturhouse La Rioja        | 42  | 30 | 20 | 2 | 8  | 889 | 782 | 107  |
| 4  | BM Granollers              | 37  | 30 | 17 | 3 | 10 | 853 | 816 | 37   |
| 5  | Helvetia Anaitasuna        | 32  | 30 | 14 | 4 | 12 | 824 | 810 | 14   |
| 6  | Balonmano Ciudad Encantada | 31  | 30 | 13 | 5 | 12 | 807 | 826 | -19  |
| 7  | BM Huesca                  | 30  | 30 | 14 | 2 | 14 | 760 | 796 | -36  |
| 8  | CD Atlético Valladolid (P) | 28  | 30 | 14 | 0 | 16 | 840 | 832 | 8    |
| 9  | CB Puente Genil            | 25  | 30 | 10 | 5 | 15 | 812 | 850 | -38  |
| 10 | ADC Guadalajara            | 24  | 30 | 12 | 0 | 18 | 795 | 862 | -67  |
| 11 | Club Deportivo Bidasoa (P) | 23  | 30 | 10 | 3 | 17 | 795 | 837 | -42  |
| 12 | CB Puerto Sagunto          | 23  | 30 | 9  | 5 | 16 | 764 | 805 | -41  |
| 13 | CB Benidorm                | 21  | 30 | 9  | 3 | 18 | 755 | 807 | -52  |
| 14 | CB Cangas                  | 20  | 30 | 9  | 2 | 19 | 798 | 898 | -100 |
| 15 | CB Villa de Aranda         | 20  | 30 | 8  | 4 | 18 | 803 | 859 | -56  |
| 16 | Balonmano Sinfín           | 13  | 30 | 6  | 1 | 23 | 767 | 858 | -91  |

|     | Champion d'Espagne 2016-2017              |
|     | Qualification pour la Ligue des champions |
|     | Qualification pour la coupe de l'EHF      |
|     | Relégation en Division 2                  |
| (T) | Tenant du titre                           |
| (R) | Vainqueur de la Coupe du Roi              |
| (A) | Vainqueur de la Coupe ASOBAL              |
| (S) | Vainqueur de la Supercoupe                |
| (P) | Promu de Division 2 en début de saison    |

## Statistiques et récompenses

### Statistiques
- meilleur buteur : José María Márquez (Asociación Deportiva Ciudad de Guadalajara), 200 buts en 30 rencontres
- meilleur gardien (nombre d'arrêts) : ?
- meilleur gardien (pourcentage d'arrêts) : ?

### Récompenses
À l'issue du championnat d'Espagne dominé par le FC Barcelone qui a remporté tous les titres nationaux, l'équipe-type de la saison est :
| Poste           | Joueur                  | Équipe              |
| --------------- | ----------------------- | ------------------- |
| Meilleur joueur | Gonzalo Pérez de Vargas | FC Barcelone        |
| Gardien de but  | Gonzalo Pérez de Vargas | FC Barcelone        |
| Ailier gauche   | Ángel Fernández Pérez   | Naturhouse La Rioja |
| Arrière gauche  | Alejandro Costoya       | CB Ademar León      |
| Demi-centre     | Raúl Entrerríos         | FC Barcelone        |
| Arrière droit   | Kiril Lazarov           | FC Barcelone        |
| Ailier droit    | Víctor Tomás            | FC Barcelone        |
| Pivot           | Adrià Figueras          | BM Granollers       |
| Défenseur       | Viran Morros            | FC Barcelone        |
| Entraîneur      | Rafael Guijosa          | CB Ademar León      |
| Espoir          | Kauldi Odriozola        | CD Bidasoa Irun     |